# Gefällsstrafrecht
Das Gefällsstrafrecht, zusammengefasst im Strafgesetz über Gefällsübertretungen (Gefällsstrafgesetz, kurz GefStrG, früher GStG), fand Anwendung auf Übertretungen der Vorschriften über indirekte Abgaben und über Verbringungsverbote in Österreich (ohne Ungarn, Siebenbürgen, Dalmatien) vom 1. April 1836 bis zur Ablösung durch die Reichsabgabenordnung ab 1939.

## Begriff der Gefällsübertretung
Als „Gefälle“ wurden seit dem Mittelalter Abgaben bezeichnet, die von bestimmten körperlichen Gegenständen „abfallen“ (vgl. ferner den Begriff „Fälligkeit“).
Gefällsübertretungen waren zum einen Verstöße gegen Vorschriften über indirekte Abgaben (§ 1 GefStrG), insbesondere (§ 6 GefStrG):
- Zölle[4]
- Verbrauchsabgaben (einschließlich der Staatsmonopole über Kochsalz, Tabak, Salniter, Schießpulver[5] und der Verzehrungssteuer[6])
- Gebühren (Stempel, Taxen)[7]
- Transportabgaben
- Glücksspielabgaben.

Zum anderen zählten zu den Gefällsübertretungen Verstöße gegen Ein-, Aus- und Durchfuhrverbote für bestimmte Waren (§ 2 GefStrG; vgl. Bannbruch) wie Monopolsgegenstände, Kulturgüter oder im Rahmen der Kriegswirtschaft.
Bei Übertretungen handelte es sich um die schwächste Form der Straftat. Eingeteilt wurden die Gefällsübertretungen in Schleichhandel, schwere und einfache Gefällsübertretungen (§ 9 GefStrG) mit oder ohne Gefällsverkürzung (§ 7 GefStrG).
Eine Entsprechung im heutigen österreichischen Recht bilden die Finanzvergehen (einschließlich Finanzordnungswidrigkeiten; § 1 des Finanzstrafgesetzes).

## Gefällsstrafgesetz
Das Gefällsstrafgesetz bestand aus zwei Hauptteilen. Der erste Teil enthielt das materielle Recht der Gefällsübertretungen (§§ 1–498 GefStrG; darunter allgemeine Bestimmungen, Schleichhandel §§ 185–264, andere Übertretungen §§ 277–465), der zweite Teil regelte das Verfahren (§§ 499–934 GefStrG). Konzeptionell beruhte das Gefällsstrafgesetz auf dem Gesetzbuch über Verbrechen und schwere Polizei-Übertretungen von 1803. Gefällsstrafrecht fand sich auch schon vor Erlass des Gefällsstrafgesetzes in verschiedenen Bestimmungen österreichischer Gesetze.
Als Strafen (§§ 36–85 GefStrG) waren Vermögensstrafen (Geldstrafe, Verfall) und Arrest (Freiheitsstrafe bis zu vier Jahren) vorgesehen. Besondere Arten der Strafverschärfung waren der Verlust von Rechten bzw. Befugnissen, die Abschaffung und die Bekanntmachung des Namens des Übertreters.
Anzeiger und Ergreifer (auch Finanzbeamte) waren am Aufkommen der Vermögensstrafen beteiligt.
Bei Kindern (unter 10 Jahren) war eine Bestrafung nicht möglich, jedoch konnte eine Mitteilung an das zuständige Vormundschaftsgericht erfolgen, welches die häusliche Züchtigung veranlassen konnte (§ 81 GefStrG). Bei anderen Minderjährigen war das Nichtüberschreiten des 14. Lebensjahres ein Milderungsgrund (§ 92 Z 1 GefStrG).
Mit dem Untergang der Habsburger-Monarchie und dem Entstehen der 1. Republik blieb auch GefStrG zunächst noch bestehen. 1920 wurde die „Zoll- und Staats-Monopolsordnung 1835“ (kurz ZStMO) durch ein neues Zollgesetz (kurz ZollG 1920) und eine Vollzugsanweisung (kurz ZVA 1920) ersetzt. Da das GefStrG als Blankettstrafrecht noch auf der ZStMO aufgebaut war, musste dieses Gesetz ersetzt werden, zumindest insoweit, als es sich um Zollzuwiderhandlungen handelte. Deswegen handelte es sich beim ZollG 1920 nicht nur um eine Abgabenvorschrift, sondern auch um ein (Zoll-)Strafgesetz, das die einschlägigen Bestimmungen des GefStrG ersetzte. Soweit es sich allerdings nicht um Verstöße gegen Zollrecht handelte, blieb auch in der ersten Republik das GefStrG weiter im Rechtsbestand, es waren sohin im Steuerrecht zwei verschiedene Strafrechtsgesetze anzuwenden
Nach dem Anschluss Österreichs wurde das Gefällsstrafgesetz von der deutschen Reichsabgabenordnung abgelöst. Diese wurde nach 1945 beibehalten, ihre Bestimmungen zum Strafverfahren wurden jedoch 1955 vom Verfassungsgerichtshof wegen Verstoßes gegen das Gebot der Trennung der Justiz von der Verwaltung (Art. 94 B-VG) als verfassungswidrig aufgehoben, was den österreichischen Gesetzgeber zunächst zu einer Reform der Abgabenordnung veranlasste. Zum 1. Jänner 1959 trat dann das Finanzstrafgesetz (FinStrG) in Kraft, das auch das Gefällsstrafgesetz formell aufhob.

## Gerichtsbarkeit
Zur Entscheidung über Gefällsübertretungen (§§ 516–519, 846, 847 GefStrG) waren berufen:
- bei minderen Straffälligkeiten (§ 501 GefStrG) mit einem Strafbetrag bis 100 fl bzw. (ab 1892) 200 K/S:[17] die Finanzbehörden, in dritter Instanz ab 1876 ggf. der Verwaltungsgerichtshof.[18]
- in Fällen mit einem Strafbetrag bis 3000 fl bzw. 6000 K/S[17] und in der Regel ohne Strafverschärfungen: in erster Instanz das Gefällsbezirksgericht (GBG, an den Orten der Finanzbezirksdirektionen), in zweiter Instanz das Gefällsobergericht (GOG, an den Orten der Oberlandesgerichte) und in dritter Instanz das Oberste Gefällsgericht (OGG, am Sitz des Obersten Gerichtshofes in Wien).
- in den übrigen Fällen: in erster Instanz das Gefällsobergericht, in zweiter Instanz das Oberste Gefällsgericht.

Als Rechtsmittel (§§ 834–871 GefStrG) standen Beschwerde, Rekurs und Berufung zur Verfügung, ferner Gnadengesuche.
Es gab bereits Möglichkeiten der strafbefreienden Selbstanzeige (§§ 477, 478 GefStrG) und der Verfahrenseinstellung (Ablassung, §§ 541–551 GefStrG).
Der Verfassungsgerichtshof hat 1930 die Gefällsgerichte nicht als Gerichte, sondern als Verwaltungsbehörden qualifiziert, da sie außer mit unabhängigen und unabsetzbaren Richtern auch mit Verwaltungsbeamten besetzt waren (§§ 794–797 GefStrG).

### Gefällsgerichte 1858

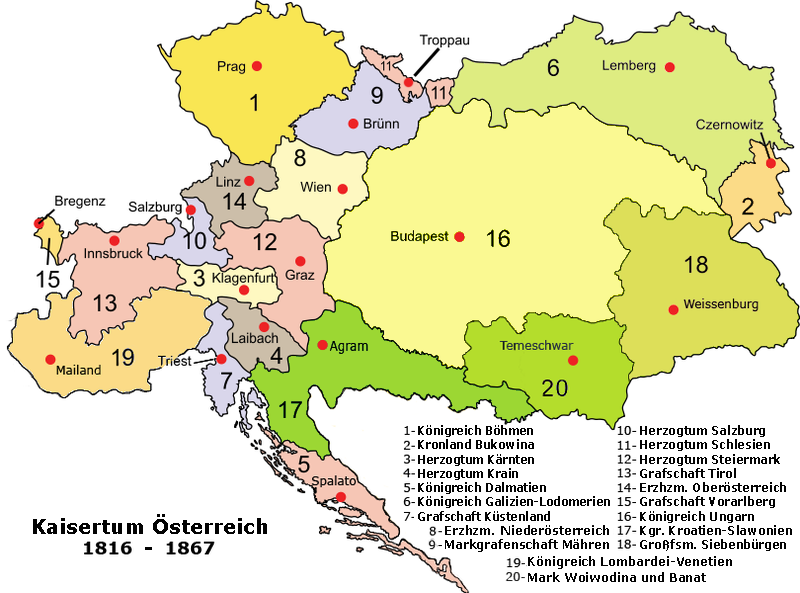
Kaisertum Österreich: Verwaltungsgliederung

Österreich-Ungarn: Ethnien

Im Jahr 1858 gab es neben dem Obersten Gefällsgericht 9 Gefällsobergerichte mit 78 erstinstanzlichen Gefällsgerichten (61 Gefällsbezirksgerichte, 17 Provinzialgefällsgerichte in Lombardo-Venetien):
- GOG für Österreich unter und ob der Enns und Salzburg in Wien (Karte Nr. 8, 14, 10)

mit 9 GBG in Wien, Wiener Neustadt, St. Pölten, Korneuburg, Stein; Linz, Ried, Wels; Salzburg
- GOG für Steiermark, Kärnten, Krain und das Küstenland in Graz (Karte Nr. 12, 3, 4, 7; Višje pristojbinsko sodišče; Dohodarstveni višji sud)

mit 9 GBG in Graz, Bruck, Marburg; Klagenfurt; Laibach, Neustadtl; Triest, Görz, Capodistria
- GOG für Tirol und Vorarlberg in Innsbruck (Karte Nr. 13, 15)

mit 4 GBG in Innsbruck, Brixen, Trient, Feldkirch
- GOG für das Königreich Böhmen in Prag (Karte Nr. 1; Vrchní soud důchodkový)

mit 14 GBG in Prag (2), Budweis, Jungbunzlau, Časlau, Chrudim, Eger, Jičin, Königgrätz, Leitmeritz, Pilsen, Pisek, Saaz, Tabor
- GOG für Mähren und Schlesien in Brünn (Karte Nr. 9, 11; Vrchní soud důchodkový)

mit 6 GBG in Brünn, Ungarisch-Hradisch, Iglau, Olmütz; Troppau, Teschen
- GOG für das Lemberger Verwaltungsgebiet und das Herzogtum Bukowina in Lemberg (Karte Nr. 6 Ost, 2; Скарбово-доходовый верховный судъ; Жудецу фінанціаре аппелатіву)

mit 12 GBG in Lemberg, Brzeżan, Kołomea, Przemyśl, Sambor, Sanok, Stanislawów, Stryj, Tarnopol, Brosy, Żółkiew; Czernowitz
- GOG für das Krakauer Verwaltungsgebiet in Krakau (Karte Nr. 6 West; Wyższy sąd dochodowy; seit 1855)[21]

mit 7 GBG in Krakau, Bochnia, Jasło, Neu-Sandec, Rzeszów, Tarnow, Wadowice
- GOG für die Lombardie in Mailand (Karte Nr. 19 West; Giudizio superiore di finanza)

mit 9 PGG in Mailand, Bergamo, Brescia, Como, Cremona, Lodi, Mantua, Morbegno, Pavia
- GOG für die venetianischen Provinzen in Venedig (Karte Nr. 19 Ost; Giudizio superiore di finanza)

mit 8 PGG in Venedig, Belluno, Padua, Rovigo, Treviso, Udine, Verona, Vicenza

### Gefällsgerichte 1938
Im Jahr 1938 bestanden noch 3 Gefällsobergerichte mit 7 Gefällsbezirksgerichten:
- GOG Wien mit 2 GBG (Wien, Linz)
- GOG Graz mit 2 GBG (Graz, Klagenfurt)
- GOG Innsbruck mit 3 GBG (Innsbruck, Feldkirch, Salzburg)

## Bezugnahme im geltenden Recht
In der österreichischen Rechtsordnung findet sich heute noch der Begriff „Gefällsstrafe“ in Art. 3 Abs. 1 EGEO und eine Verweisung auf das Gefällsstrafgesetz in § 5 des Gesetzes zum Schutze des Hausrechtes. Diese Verweisung ist heute als Verweisung auf das Finanzstrafgesetz zu verstehen.

### Sprachausgaben
- Italienisch: Legge penale sulle contravvenzioni di finanza (1835)
- Polnisch: Ustawa karna na przestępstwa dochodowe (1835); Terminologie (1861) S. 87
- Tschechisch: Trestnj zákon o přestaupenjch aupadkowých (1835; auch: Trestní zákon o přestupcích důchodkových); Terminologie (1850) S. 86
- Ruthenisch: Карный законъ о преступленіяхъ противу скарбовымъ доходамъ (1856); Terminologie (1851) S. 100
- Ungarisch: Büntető törvény a jövedéki kihágások tárgyában (1856); Terminologie (1853) S. 49
- Kroatisch: Kazneni zakon o narušajih dohodarstvenih (1857); Terminologie (1853) S. 228
- Serbisch: Казненый законъ о доходарственимъ нарушаима (1857)
- Rumänisch: Кодічеле пенале даспре абатеріле фінанціарі (1857)

### Rechtsprechung
- Entscheidungen des Obersten Gefällsgerichtes im Verordnungsblatt des k.k. Justizministeriums (Zehn-Jahres-Register 1904/1914; 20 Entscheidungen aus den Jahren 1899 bis 1909)
- Kundmachungen Verurteilter in Amtsblättern wie Wiener Zeitung (1912–1923, über 10 Fälle), Bote für Tirol und Vorarlberg (1841–1916, über 10 Fälle), Prager Zeitung (1841–1843, 2 Fälle)

### Statistik
- Statistisches Jahrbuch (1864–1884)
- Österreichische Statistik (1887/Tab.–1912/Tab.)